# 蹴上駅
蹴上駅（けあげえき）は、京都府京都市東山区東小物座町にある、京都市営地下鉄東西線の駅。駅番号はT09。東山駅（京阪単独時代は東山三条駅）と違い、こちらは京阪京津線時代と同様の駅名。

## 歴史
京都市交通局の蹴上駅としては、京都市電蹴上線の蹴上駅に次ぐ2代目の駅である。また、京阪京津線の蹴上駅は現在の地下鉄駅より交差点をはさんで西側にあった。
駅施設は第三セクターの京都高速鉄道株式会社が建設を担当した（京都市営地下鉄東西線#歴史も参照）。

### 年表
- 1997年（平成9年）10月12日：京都市営地下鉄東西線の醍醐駅 - 二条駅間の開通と同時に開業[2][3]。
- 2007年（平成19年）4月1日：ICカード「PiTaPa」の利用が可能となる[2]。

## 駅構造
他の東西線の駅と同様、島式ホーム1面2線を有し、スクリーンドアが設置されている。なお当駅の御陵方には片渡り線があり、2021年（令和3年）8月の御陵駅冠水時は太秦天神川 - 当駅間での折り返し運転の際に使用された。
トイレは改札内にある。
東西線の駅は駅ごとにステーションカラーが制定されており、当駅のステーションカラーは■菫色（すみれいろ）である。
地下4層にホームがある。地上への出口は2箇所。駅周辺は風致地区に設定されており、出入口はレンガ調のタイル仕上げになっている。

### のりば
| のりば | 路線   | 方向 | 行先                                   |
| ------ | ------ | ---- | -------------------------------------- |
| 1      | 東西線 | 下り | 京都市役所前・烏丸御池・太秦天神川方面 |
| 2      | 東西線 | 上り | 御陵・六地蔵／びわ湖浜大津方面         |

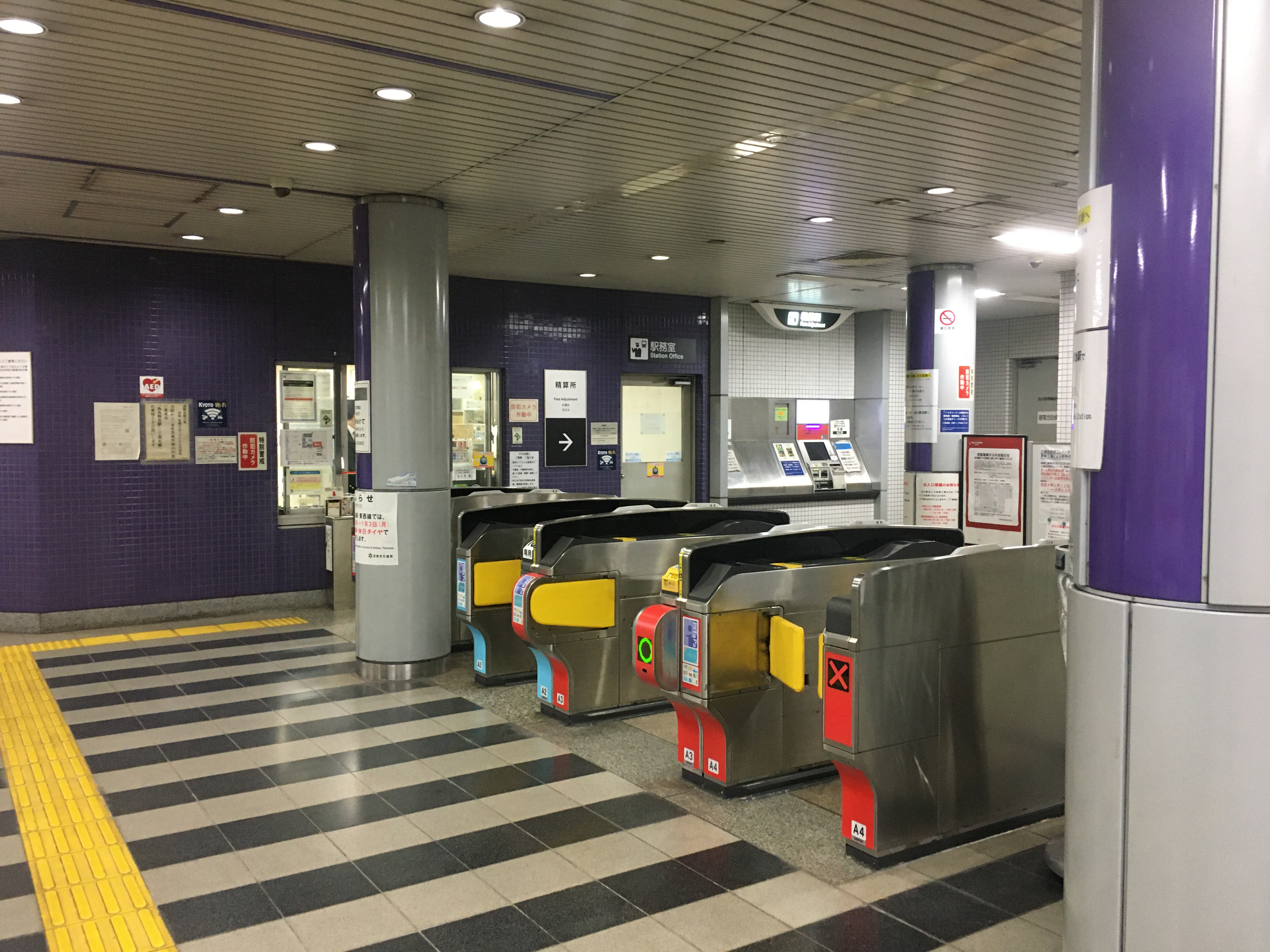
改札口（2022年1月）
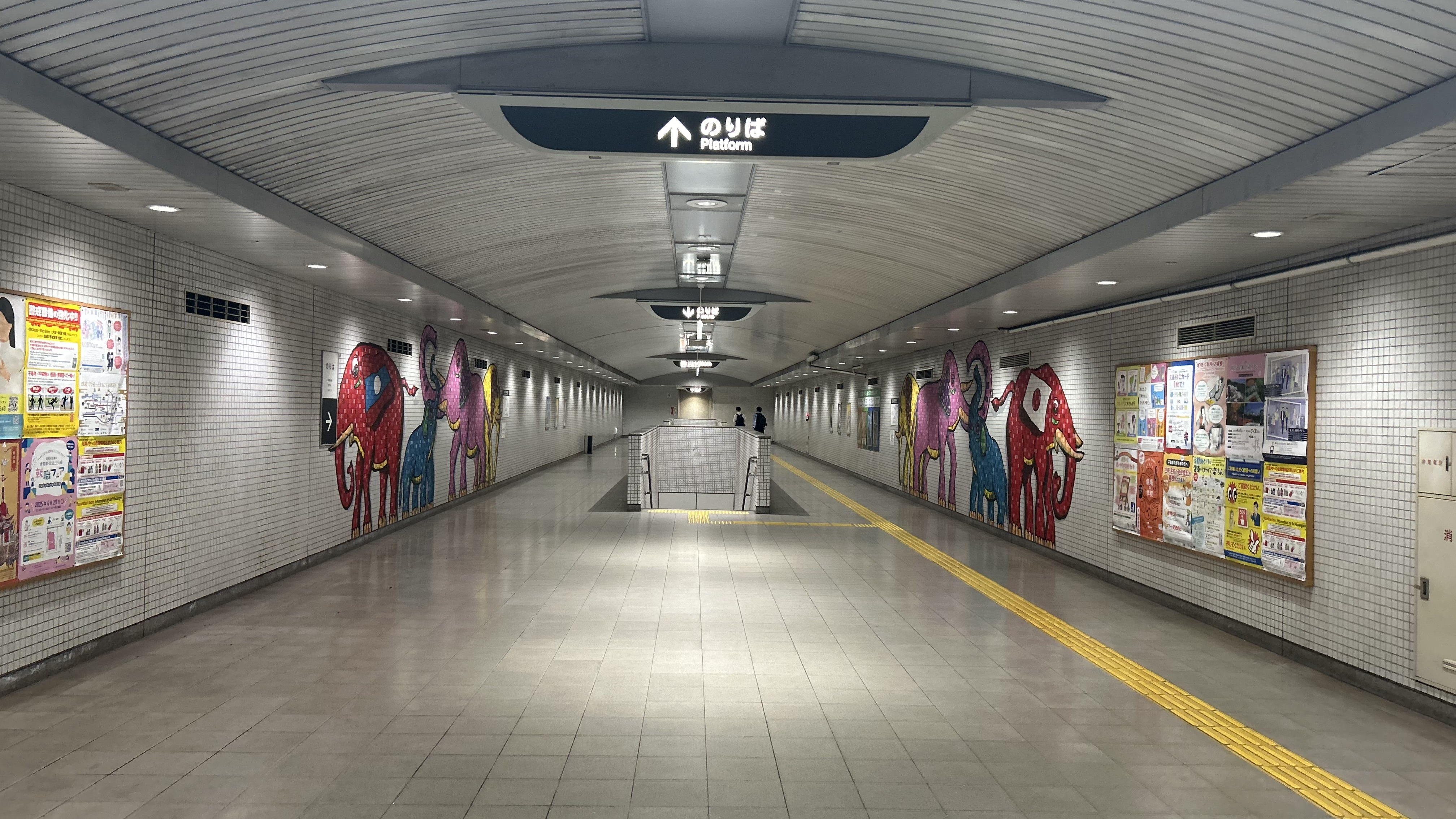
途中階
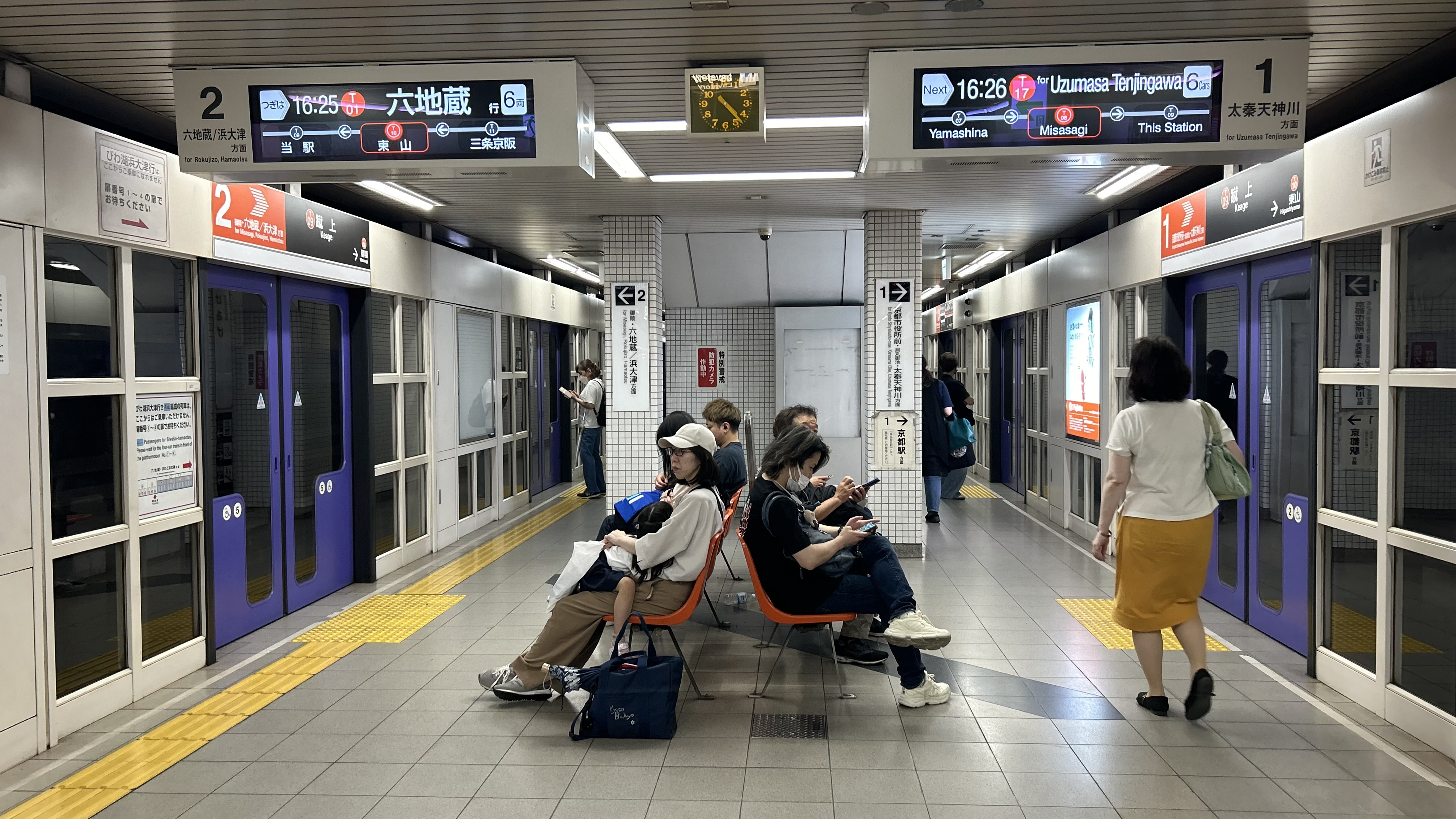
ホーム
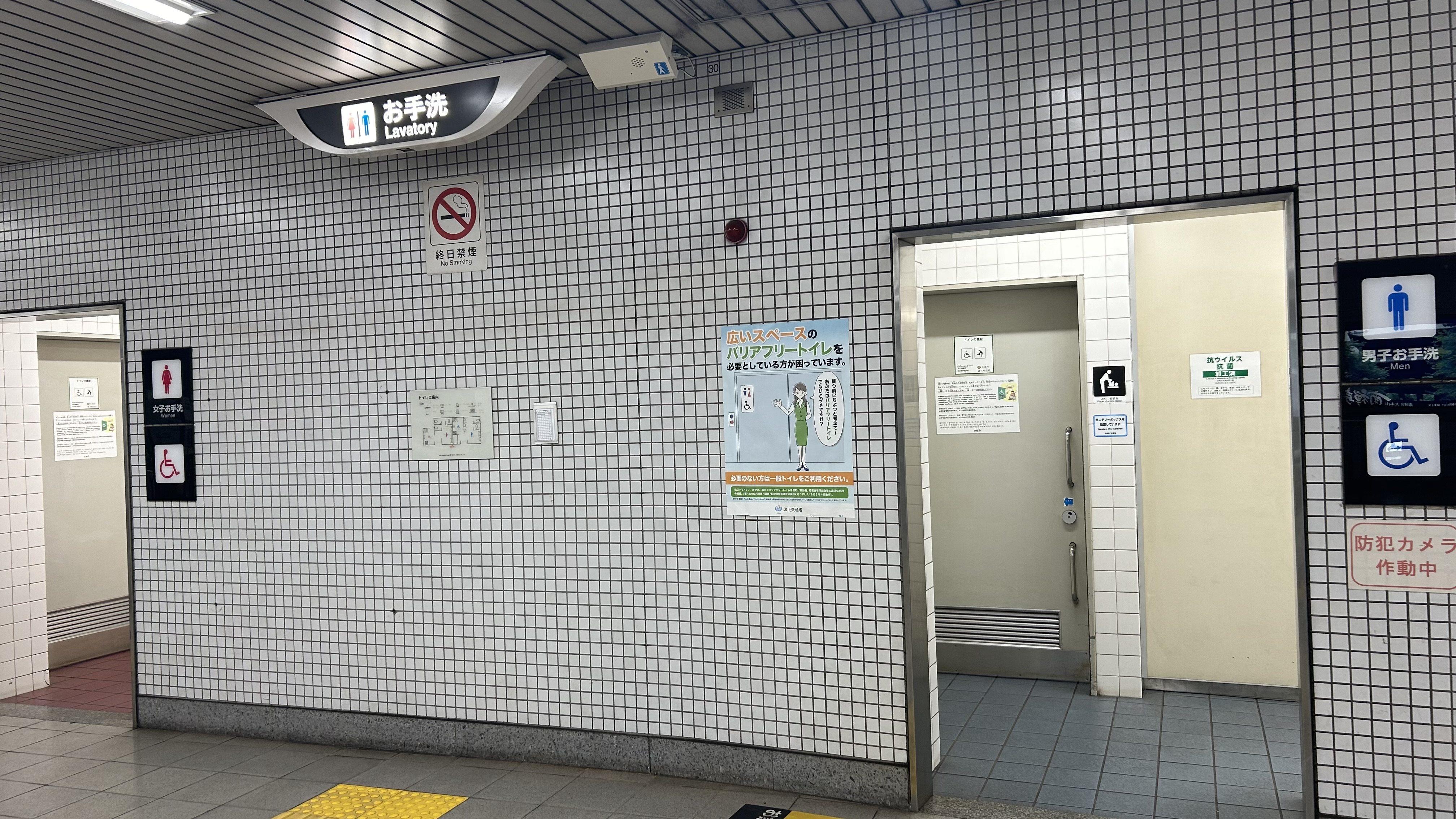
トイレ
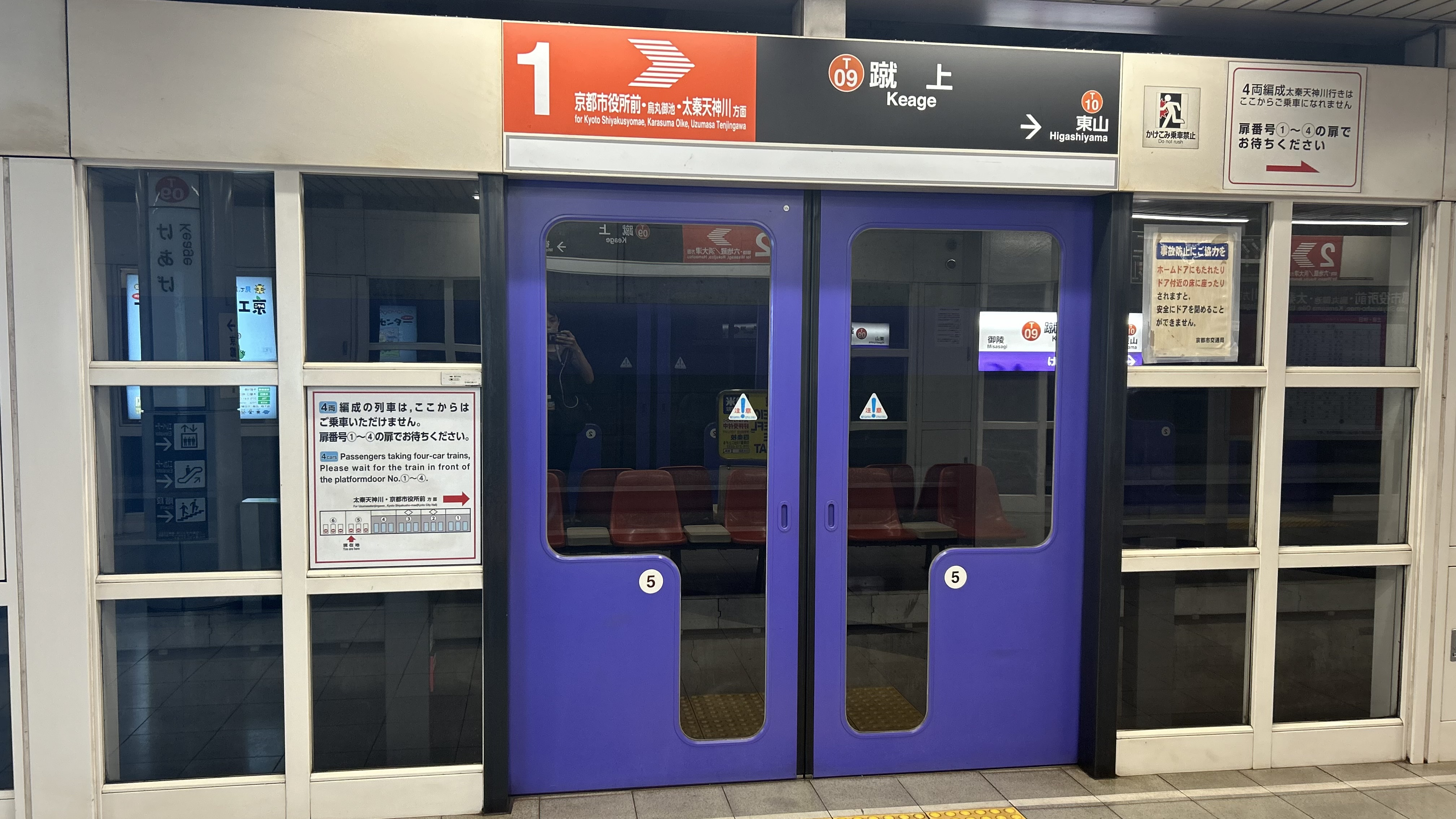
ホームドアと駅名標

### 出口
| 出口番号 | 方角 | 出口周辺                                                   | 接続改札 | 備考             |
| -------- | ---- | ---------------------------------------------------------- | -------- | ---------------- |
| 2        | 北   | 京都市国際交流会館・栗田神社・南禅寺交番                   | 改札口   | エレベーターあり |
| 1        | 南   | 京都市動物園・南禅寺・金地院・日向大神宮・琵琶湖疏水記念館 | 改札口   |                  |

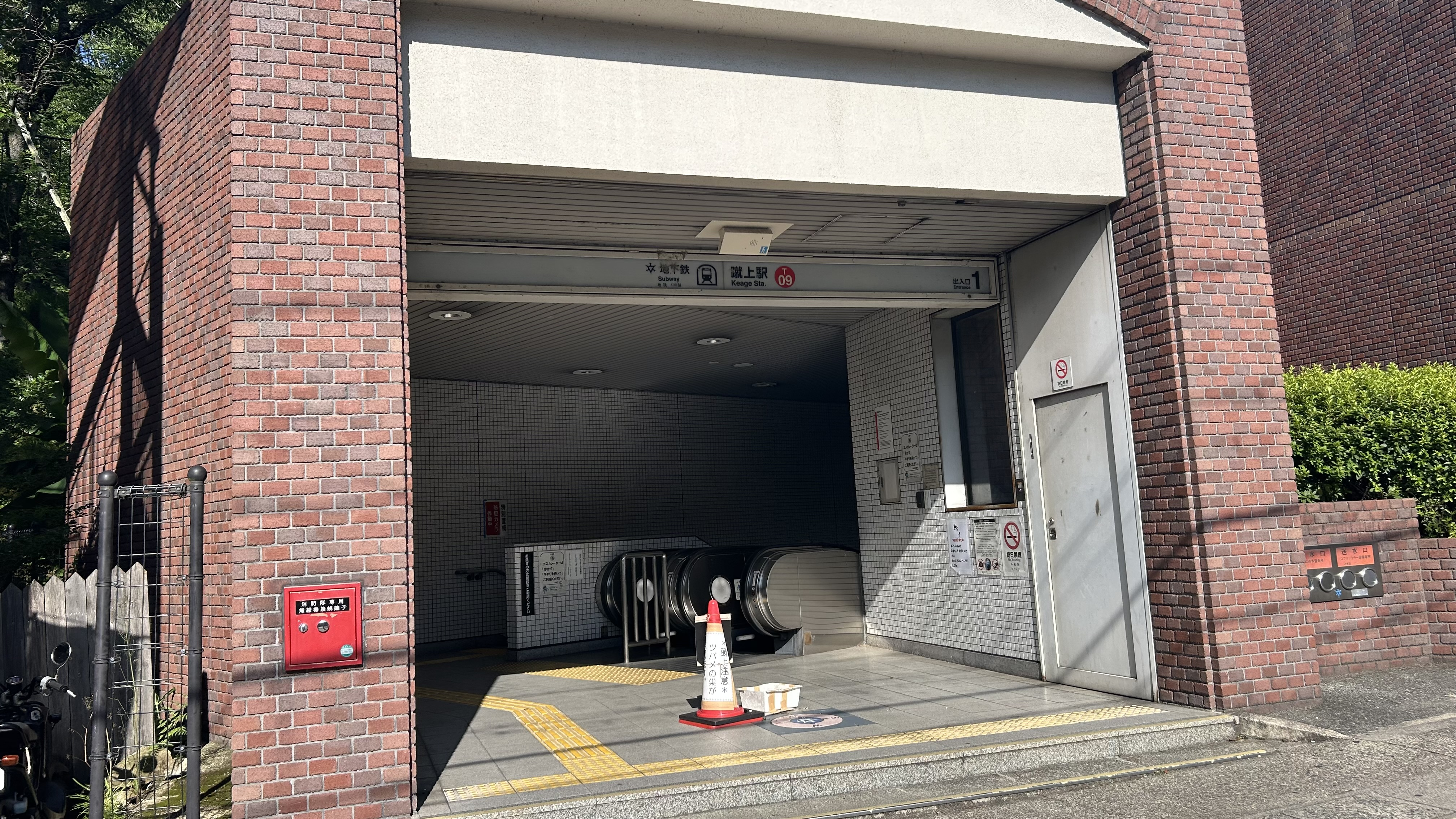
1番出入口
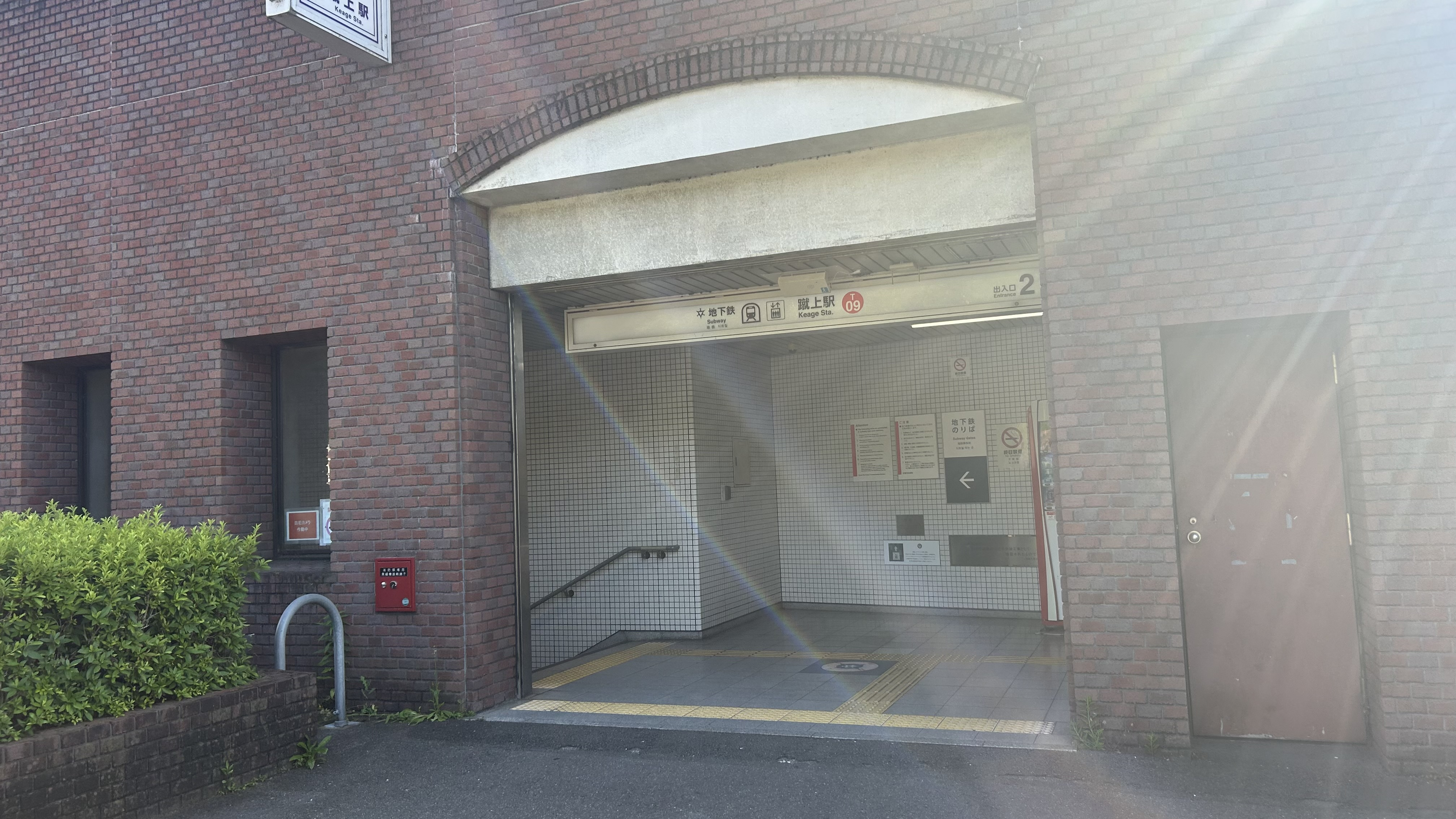
2番出入口

## 利用状況
2024年度の1日平均乗降人員は10,725人である。
1日平均乗車人員と1日平均乗降人員の推移は下記の通り。
| 年度   | 乗車人員 | 乗降人員 |
| ------ | -------- | -------- |
| 2003年 | 4,117    | 8,315    |
| 2004年 | 4,372    | 8,844    |
| 2005年 | 4,383    | 9,050    |
| 2006年 | 4,272    | 8,815    |
| 2007年 | 4,324    | 8,970    |
| 2008年 | 4,470    | 9,387    |
| 2009年 | 4,322    | 9,015    |
| 2010年 | 4,319    | 8,998    |
| 2011年 | 4,270    | 8,894    |
| 2012年 | 4,411    | 9,191    |
| 2013年 | 4,549    | 9,474    |
| 2014年 | 4,752    | 9,895    |
| 2015年 | 5,221    | 10,871   |
| 2016年 | 5,144    | 10,713   |
| 2017年 | 5,685    | 11,839   |
| 2018年 | 5,677    | 11,819   |
| 2019年 | 5,325    | 11,095   |
| 2020年 | 3,139    | 6,457    |
| 2021年 | 3,444    | 7,057    |
| 2022年 | 4,564    | 9,343    |
| 2023年 | 4,826    | 10,284   |
| 2024年 |          | 10,725   |

## 駅周辺
京都盆地の東端、東山の山麓に位置する。北西方向は市街地であるが、南東方向には東海道（三条通。京都府道143号）が山を越えていくのみである。
当駅付近から東山駅付近にかけては多くの観光・文教施設などが立地しており、両駅から利用可能の施設も多い。
- ウェスティン都ホテル京都
- 南禅寺
- 南禅寺界隈別荘
  - 無鄰庵
- 禅林寺（永観堂）
- 哲学の道
- 琵琶湖疏水
  - 琵琶湖疏水記念館
  - 蹴上インクライン
  - ねじりマンポ（アーチのレンガが螺旋状に積まれたトンネル）
  - 関西電力蹴上発電所（日本最初の水力発電所）
  - 京都市上下水道局蹴上浄水場
  - 九条山浄水場
- 東山中学校・高等学校
- 京都市国際交流会館
- 京都市動物園
- 日向大神宮
- ヴィラ九条山

## バス路線
最寄りとなる停留所は「蹴上」であり、京阪バスの路線が発着する。
- 東行
  - 17号経路：大宅行（上花山・大石神社・椥辻駅経由）
  - 19号経路：山科駅行（御陵駅・京都薬科大学経由）
  - 70号経路（往復便）：将軍塚青龍殿行
- 西行
  - 17号・70号経路（往復便）：三条京阪行
  - 19号・70号経路（循環便）：四条河原町行（三条京阪経由）

## 隣の駅
京都市営地下鉄
 東西線
御陵駅 (T08) - 蹴上駅 (T09) - 東山駅 (T10)
- 括弧内は駅番号を示す。